# Cleverbot
Cleverbot ist ein webbasierter Chatbot, der durch Kommunikation mit Menschen erlernt, menschliche Unterhaltungen nachzuahmen. Das Programm wurde vom britischen Informatiker Rollo Carpenter entwickelt, der auch Jabberwacky entwickelt hat. Nach seiner Erfindung im Jahr 1988 hielt Cleverbot im ersten Jahrzehnt tausende Unterhaltungen mit Carpenter und seinen Kollegen. Seit der Veröffentlichung im Web am 30. November 1997 wurden mehr als 65 Millionen Unterhaltungen mit Cleverbot geführt.
Cleverbot ist eine lernende und sich unterhaltende künstliche Intelligenz, die zusammen mit wahren Personen an einem formellen Turing-Test beim Techniche Festival 2011 an dem indischen Institut IIT Guwahati am 3. September teilnahm. Die Ergebnisse aus 1334 Stimmen wurden am 4. September bekannt gegeben. Cleverbot wurde zu 59,3 % als menschlich erklärt, was alle Erwartungen übertraf. Menschliche Konkurrenten erzielten 63,3 %.
„Welch durchaus überraschendes Ergebnis. Sogar höher als selbst ich erwartet, oder gar, erträumt hätte“, sagte der britische Informatiker Rollo Carpenter während einer Vorlesung beim Technischen Festival. „Die gestrigen Ergebnisse überstiegen 50 % und man könnte meinen, dass Cleverbot den Turing Test hier bei der Techniche 2011 bestanden hat.“
Allerdings durften diese Personen Cleverbot nicht selbst befragen, sondern waren lediglich Zuschauer. Durch die unterschiedliche Methodik sind diese Prozentzahlen mit dem ursprünglichen Turing-Test nicht vergleichbar.
Cleverbot unterscheidet sich von konventionellen Chatbots, da der User sich nicht mit einem Bot unterhält, der direkt auf den eingegebenen Text reagiert. Vielmehr werden nach der Texteingabe des Users vorherige Sätze aus der Datenbank von früheren Unterhaltungen von einem Algorithmus bestimmt. Es wird behauptet, dass „eine Unterhaltung mit Cleverbot ein klein wenig so ist, als würde man sich mit der gesamten Gemeinschaft des Internets unterhalten.“
Cleverbot wurde am 7. März 2011 bei der The Gadget Show und am 31. Mai 2011 bei Radiolab vorgeführt.
Der Roboter Hitchbot, der u. a. 2014 durch Kanada trampte, nutzte Cleverbots Cleverscript-Technologie, um sich mit Menschen zu unterhalten, die ihn per Anhalter durch Kanada mitnahmen. Da er sich nicht selbstständig bewegen konnte, war er auf die Kooperation von Autofahrern angewiesen, um seine Ziele zu erreichen.

## Belege
1. ↑  „Cleverbot.com Site Info“. Alexa Internet, abgerufen am 1. September 2011.
2. ↑  Abumrad, Jad: Talking to Machines
3. ↑  Software tricks people into thinking it is human. In: New Scientist. (newscientist.com [abgerufen am 26. Juli 2017]).
4. ↑  Software tricks people into thinking it is human. Website des New Scientist. Abgerufen am 14. März 2012.
5. ↑  Saenz, Aaron (13. Januar 2010): Cleverbot Chat Engine Is Learning From The Internet To Talk Like A Human. Singularity Hub. vom 6. Juli 2011.
6. ↑  Series 15, Episode 4, The Gadget Show. Channel 5. 7. März 2011. Folge 4, Staffel 15. ab Minute 31.
7. ↑  Talking to Machines. Abgerufen am 26. Juli 2017 (englisch).